# 손가락만 까딱하면
《손가락만 까딱하면》은 대한민국의 웹드라마이다.

## 줄거리
인기는 곧 계급이 되고 하트를 받지 못하면 루저가 되는 세상 속에서 핑크빛 사랑을 하고 싶어 안달 난 한국연예예술고등학교 학생들의 고민을 그린 하이틴 드라마

## 등장 인물
- 우연 : 문예지 역
- 전건후 : 차수빈 역
- 강민 : 주선재 역
- 서수희 : 김다은 역
- 이지 : 강새나 역
- 이진우 : 선주혁 역
- 양준모 : 유수민 역

## 참고 사항
- 2023년 11월 16일 콬TV 공식 트위터와 기사를 통해 드라마 제목, 출연진 및 주요 배역이 공개되었다.